# Boris Romanovič Rotenberg
Boris Romanovič Rotenberg (in russo Борис Романович Ротенберг?; Leningrado, 3 gennaio 1957) è un imprenditore russo con cittadinanza finlandese.
Considerato molto vicino al presidente Vladimir Putin, il suo nome è apparso nella lista dei Panama Papers È fondatore, assieme al fratello Arkadij, di Strojgazmontaž (SGM), il principale costruttore russo di oleodotti e gasdotti, e della banca SMP con sede a Mosca, che opera in 40 città russe e supervisiona il funzionamento di oltre 900 sportelli automatici. Secondo la rivista Forbes, nel 2021 il suo patrimonio era stimato in 1,2 miliardi di dollari.

## Biografia
Rotenberg è nato nel 1957 in una famiglia di origine ebraica. È stato molto coinvolto nelle arti marziali tra il 1968 e il 1978, in particolare nello judo. Si è allenato al fianco di Vladimir Putin e ha vinto diversi premi per l'Unione Sovietica. Nel 1992 è diventato un allenatore professionista di judo a Helsinki. Nel 1998 è tornato a San Pietroburgo.
Nel 2001, lui e suo fratello hanno fondato la banca SMP, che opera in 40 città russe con oltre 100 filiali, più della metà delle quali nell'area di Mosca. SMP supervisiona il funzionamento di oltre 900 ATM.
Sulla base della sua amicizia con Putin, la sua azienda è diventata strettamente allineata con Gazprom. Rotenberg è un membro della cosiddetta Saint Petersburg Connection, una potente lobby energetica sotto la guida di Putin.
È stato coinvolto in 20 progetti di costruzione per le Olimpiadi invernali di Sochi per un valore di 5 miliardi di euro. Il sito più grande era l'autostrada costiera per Adler, dove fu costruito il Parco Olimpico per le numerose arene sportive.
Da luglio 2013 al 17 luglio 2015, Rotenberg è stato il presidente della squadra di calcio FC Dynamo Mosca. È anche il presidente della federazione russa di judo. Dopo aver lasciato l'FC Dynamo Mosca, ha acquistato un'altra squadra di calcio FC Dynamo San Pietroburgo, quel club è stato infine trasferito a Sochi con il nome di PFC Sochi ed è stato promosso in Premier League russa per la stagione 2019-20.
Come risultato della crisi della Crimea del 2014, il governo federale degli Stati Uniti sotto Barack Obama ha inserito nella lista nera i fratelli Rotenberg e altri amici intimi del presidente russo, tra cui Sergei Ivanov e Gennadij Timčenko. Nel luglio 2014, l'Unione europea ha anche inserito nella lista nera la società Giprotransmost di Boris Romanovich Rotenberg per aver condotto lo studio di fattibilità della costruzione di un ponte dalla Russia alla Repubblica autonoma di Crimea.
Nel gennaio 2020, l'emittente nazionale finlandese YLE ha riferito che Rotenberg aveva perso una causa contro quattro banche finlandesi presso il tribunale distrettuale di Helsinki. Rotenberg si era lamentato del fatto che le banche non gli concedessero i servizi bancari di base e che non fosse in grado di effettuare trasferimenti nemmeno piccoli utilizzando i suoi conti finlandesi. Il tribunale distrettuale di Helsinki ha risolto la causa decidendo che Rotenberg non ha diritto ai servizi bancari di base perché non risiede permanentemente nello Spazio economico europeo. Rotenberg è stato condannato a pagare le spese legali delle quattro banche di 530 000 euro.
Il 24 febbraio 2022, Boris insieme a suo nipote Igor Rotenberg ha ricevuto sanzioni imposte dal governo del Regno Unito a seguito dell'invasione russa dell'Ucraina. Il 3 marzo, gli Stati Uniti hanno imposto sanzioni a Rotenberg, sua moglie ed i suoi figli. Nell'aprile 2022, Rotenberg ha ricevuto sanzioni dall'Unione europea.

## Vita privata
Suo figlio Boris Rotenberg Jr. è un noto calciatore, in forza al Lokomotiv Mosca. Suo nipote, Igor' Rotenberg (in russo Ротенберг, Игорь Аркадьевич; nato il 9 settembre 1974?) è un uomo d'affari miliardario russo.